# 南腊河 (澜沧江)
南腊河（傣语意为“茶水之河”），位于中华人民共和国云南省勐腊县境内，是澜沧江在中国境内汇入干流的最后一条支流，主源南岛河发源于勐腊县东部勐伴镇金厂河村大青树寨后山箐，向西北流至南奔转西南流，经勐伴镇、望天树景区、勐腊县城，于县城西南的曼迈附近左纳南木窝河后转西流，至勐捧镇曼坡村左纳南满河后转北流，至关累镇曼冈村转西流，最终于怕良各脚寨西南，中国、缅甸、老挝三国界河处汇入澜沧江。河流全长186.8千米，落差850米，河道平均比降1.8‰，流域面积4570平方千米（中国境内3911平方千米）。南腊河流域气候炎热，湿度偏高，年均气温21℃，年均降水量1550毫米。流域内森林资源丰富，森林覆盖率73.2%。西双版纳国家级自然保护区勐腊、尚勇两片区位于流域内。流域内主要有傣族、哈尼族、瑶族、彝族等少数民族。经济以橡胶种植业为主，是云南干胶主要产区。